# Старомерчанский поселковый совет
Старомерча́нский либо либо Ста́ро-Ме́рчанский либо Ста́ро-Ме́рчикский поселковый совет — входил до 2020 года в состав Валковского района Харьковской области Украины.
Административный центр поселкового совета находился в пгт Старый Мерчик.

## История
- 1919 — дата образования.

## Населённые пункты совета
- пгт Ста́рый Ме́рчик
- посёлок Газовое
- село Добропо́лье
- село Золочевское
- село Мичу́ринское
- посёлок Привокза́льное